# جيرارد لويس فراي
جيرارد لويس فراي (بالإنجليزية: Gerard Louis Frey)‏ هو كاهن كاثوليكي أمريكي، ولد في 10 مايو 1914 في نيو أورلينز في الولايات المتحدة، وتوفي في 16 أغسطس 2007 في لافاييت في الولايات المتحدة.